# Koppal
Koppal est une ville indienne située dans le district de Koppal dans l’État du Karnataka. En 2001, sa population était de 56 145 habitants.